# 川鄂乌头
川鄂乌头（学名：Aconitum henryi）为毛茛科乌头属下的一个种。

## 扩展阅读
維基物種上的相關：川鄂乌头